# Radensk, Țiurupînsk
Radensk (în ucraineană Раденськ) este localitatea de reședință a comunei Radensk din raionul Țiurupînsk, regiunea Herson, Ucraina.

## Demografie
Componența lingvistică a localității Radensk
     Ucraineană (93,13%)
     Rusă (6,7%)
     Alte limbi (0,13%)
Conform recensământului din 2001, majoritatea populației localității Radensk era vorbitoare de ucraineană (93,13%), existând în minoritate și vorbitori de rusă (6,7%).